# Biblioteca Maria Goia
La Biblioteca Maria Goia è una biblioteca pubblica civica, intitolata alla sindacalista Maria Goia e costituisce il centro di un sistema cittadino di biblioteche a Cervia composto di biblioteche specialistiche (Informagiovani, Centro Risorse Cervese, Sportello SeiDonna) e un bibliobus.

## Storia
La biblioteca di Cervia si organizza, dopo la Seconda guerra mondiale, alla fine degli anni Cinquanta del Novecento, intorno ad un discreto patrimonio librario raccolto dal Comune fin dall’Ottocento, in parte acquistato, in parte ricevuto in eredità da cittadini illustri, tuttora consultabile. Un primo nucleo raccoglie i volumi appartenuti alla famiglia Mazzolani - l’ingegnere Carlo e l’avvocato Luigi - e donati dalla vedova di quest’ultimo all’amministrazione. Un secondo gruppo è rappresentato dal lascito testamentario di Teodorico Ricci, garibaldino e letterato cervese.
È un comitato di esperti, nominato agli inizi degli anni Sessanta dal Consiglio Comunale, a definire le modalità di riapertura della biblioteca al pubblico e a disporre l’acquisto di nuovi volumi, ma il servizio bibliotecario vero e proprio nasce solo nel 1968 e apre i battenti con regolarità nel 1973, per qualche giorno la settimana, nella sede di via XX Settembre, al civico 403. Nel corso degli anni Settanta la collezione arriva a comprendere quattordicimila volumi, e gli spazi non bastano più. Nel 1980 infatti, su donazione della moglie e del figlio, si aggiunge al patrimonio la collezione dei libri appartenuti a Max David, romanziere e inviato speciale del Corriere della Sera.

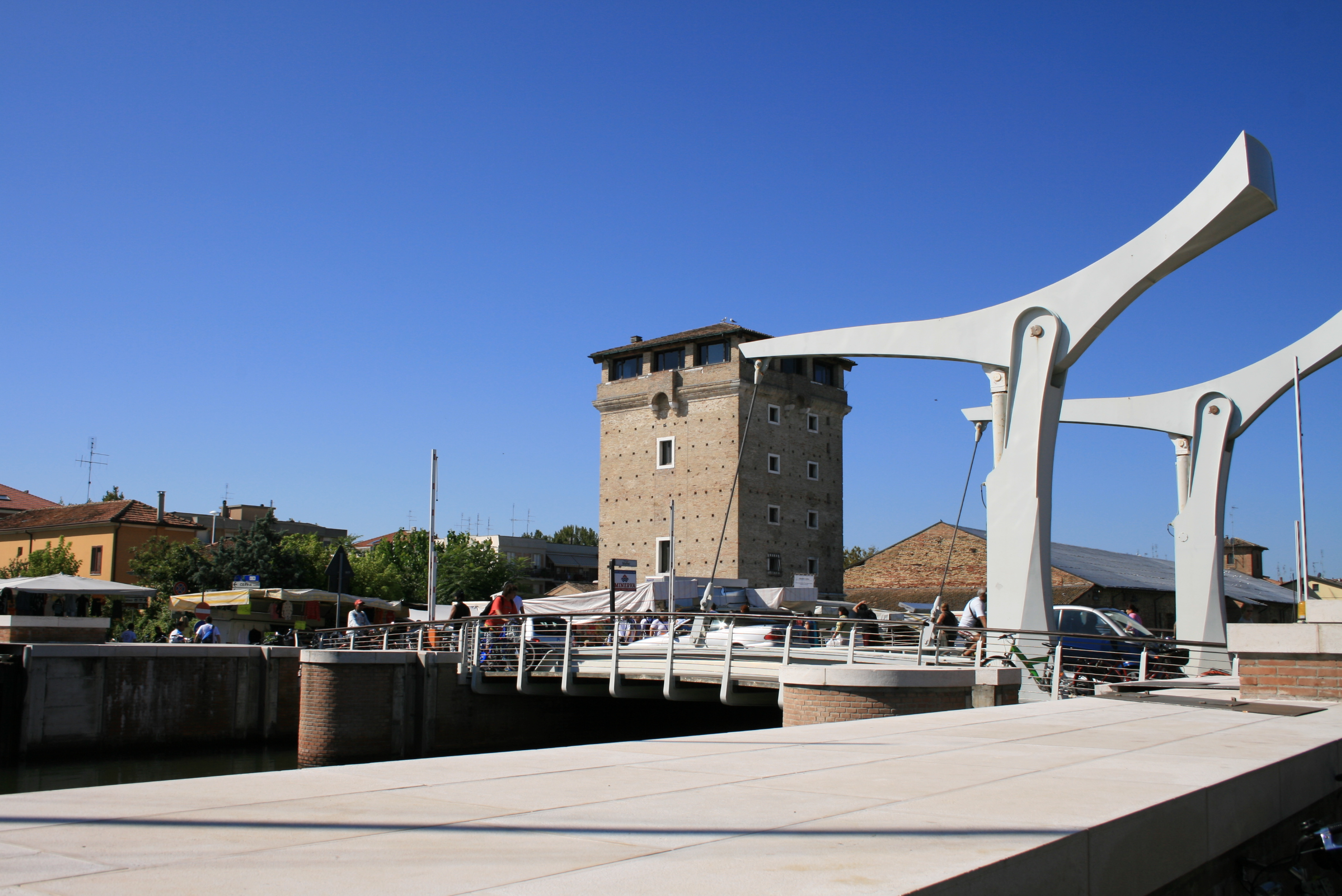
La Torre di San Michele, sede della biblioteca dal 1981 al 2004.

Nel 1981 la biblioteca si trasferisce nella Torre San Michele, appena ristrutturata proprio a questo scopo. La biblioteca comprende la sala panoramica all’ultimo piano adibita ad area lettura, con un'ampia vista su mare, pineta e centro storico. Pochi anni più tardi, nel 1985, apre nella sede distaccata di via Circonvallazione Sacchetti n. 113, la Ludoteca dedicata ai ragazzi.

## Sede attuale
L’ultimo trasferimento, che porta l'istituzione nella sede attuale, è del  2004. La biblioteca è la terza in provincia per numero di prestiti dopo Ravenna e Faenza con un catalogo di ottantamila esemplari tra libri, periodici e materiale multimediale e all’offerta di numerosi nuovi servizi, come l’emeroteca e l'Internet point, e la sede più idonea e rappresentativa viene ad essere quella di via Circonvallazione Sacchetti n.111, nello stesso stabile che ospita la scuola elementare “Giovanni Pascoli” e la scuola dell'infanzia Alessandrini.
Nel 2010 il Consiglio Comunale delibera l'intitolazione a Maria Goia che, originaria di Cervia, fu sindacalista e, soprattutto, promotrice di una locale biblioteca circolante.
Fa parte della Rete Bibliotecaria di Romagna e San Marino. Dopo il 2010 gestisce biblioteche e scaffali di consultazione presenti in altri servizi pubblici comunali: Informagiovani e Sportello SeiDonna, ed infine Centro Risorse Cervese.